# Linnaemya alboscutellata
Linnaemya alboscutellata là một loài ruồi trong họ Tachinidae.